# Cinta (nàutica)

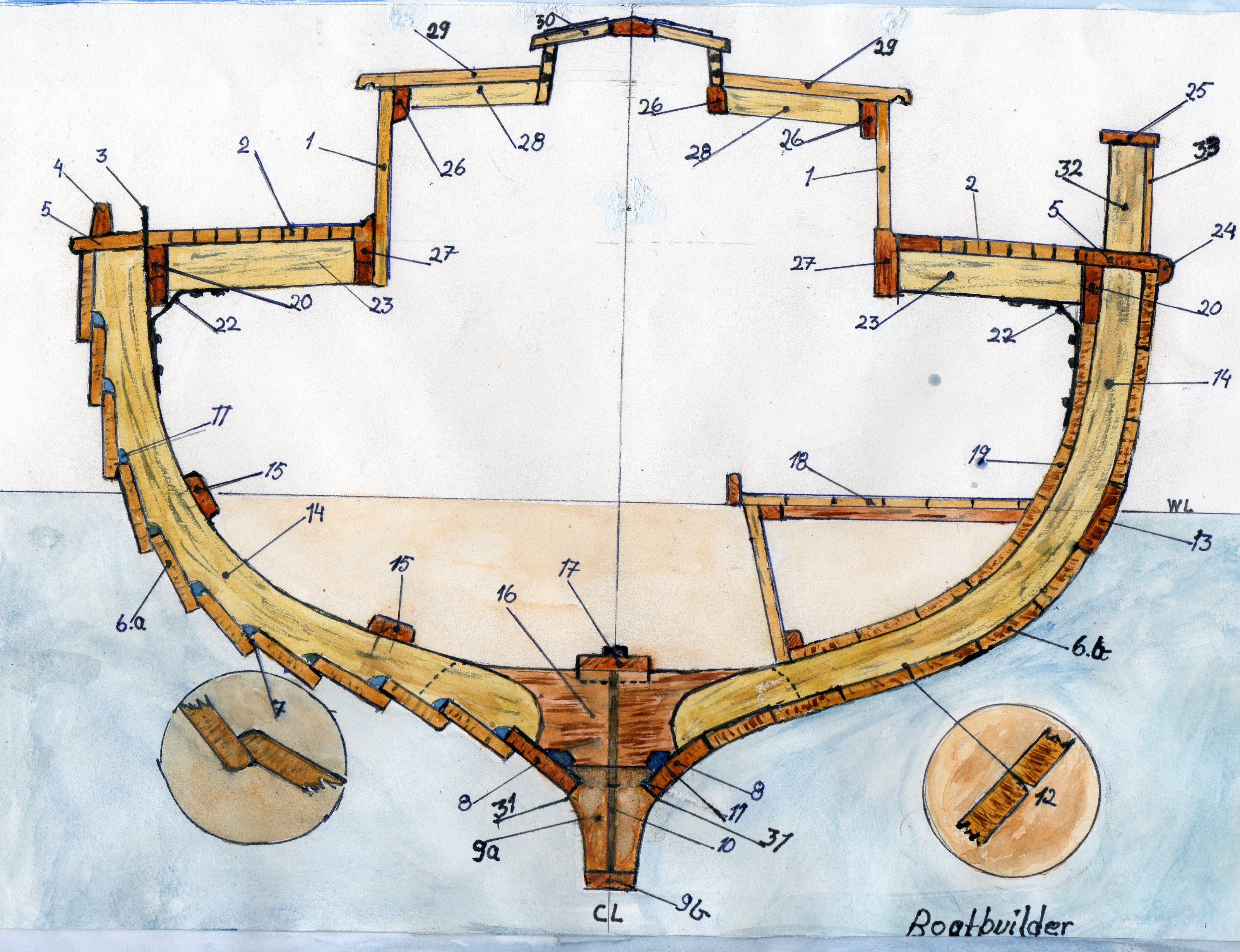
Fig.1: Contoval (19) i cinta (13)

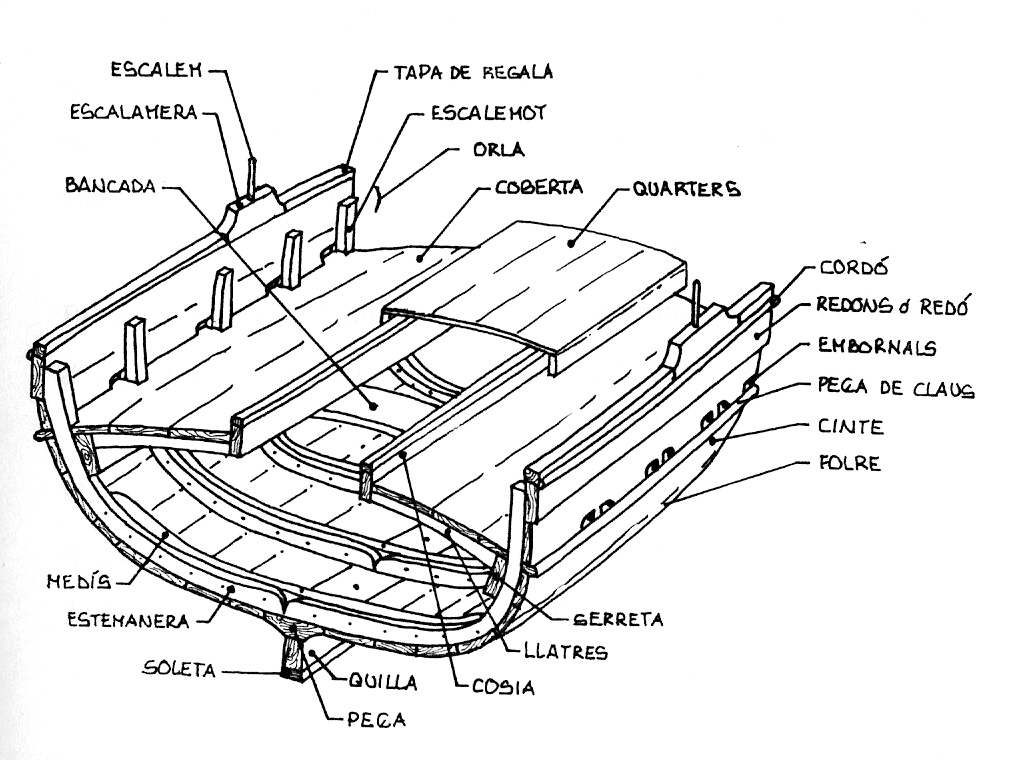
Fig.2: Parts del buc en la construcció tradicional de fusta, amb costellam i folre.

En construcció naval tradicional amb bucs de fusta, una cinta o cingla és una peça de reforç disposada exteriorment sobre el folre. Va orientada longitudinalment, en posició relativament horitzontal, seguint les formes del buc. Pot fer-se d'una peça única de fusta en embarcacions petites. En vaixells més grans les cintes es fabriquen de diversos llistons encadellats (o units per junta de jou), units formant una sola peça. Cada buc disposa de dues cintes, una per cada banda.
Des de l'època medieval algunes naus, i posteriorment els galions i navilis de línea, es construïen amb diverses cintes per banda (sensiblement paral·leles i separades). A més de la funció de reforç tenien altres utilitats i, cadascuna, rebien un nom particular.
En determinades solucions constructives la cinta no era un element sobreposat al folre. El reforç venia donat per una filada més gruixuda de taules o llates.

## Història
La cinta com a element de reforç del folre del buc ha existit des de temps immemorials. Els antics vaixells grecs, cartaginesos i romans disposaven de reforços similars. I també els vaixells medievals.
La terminologia associada era dual. Al costat de cinta o cingla (exterior, però que també podia compartir el terme amb una peça interior similar), hi ha documents que parlen de contovals exteriors i contovals interiors. Els diccionaris més moderns acostumen a reservar el terme cinta per als reforços exteriors i el terme contoval per als reforços interiors.

## Casos generals
El significat del teme cinta és molt variable a la pràctica. Les diferències es poden resumir en tres casos generals.
- Cinta senzilla (una cinta per banda) propera a la línea de flotació
- Cinta senzilla propera a la coberta
- Cintes múltiples

### Quaderna mestra d'una galera

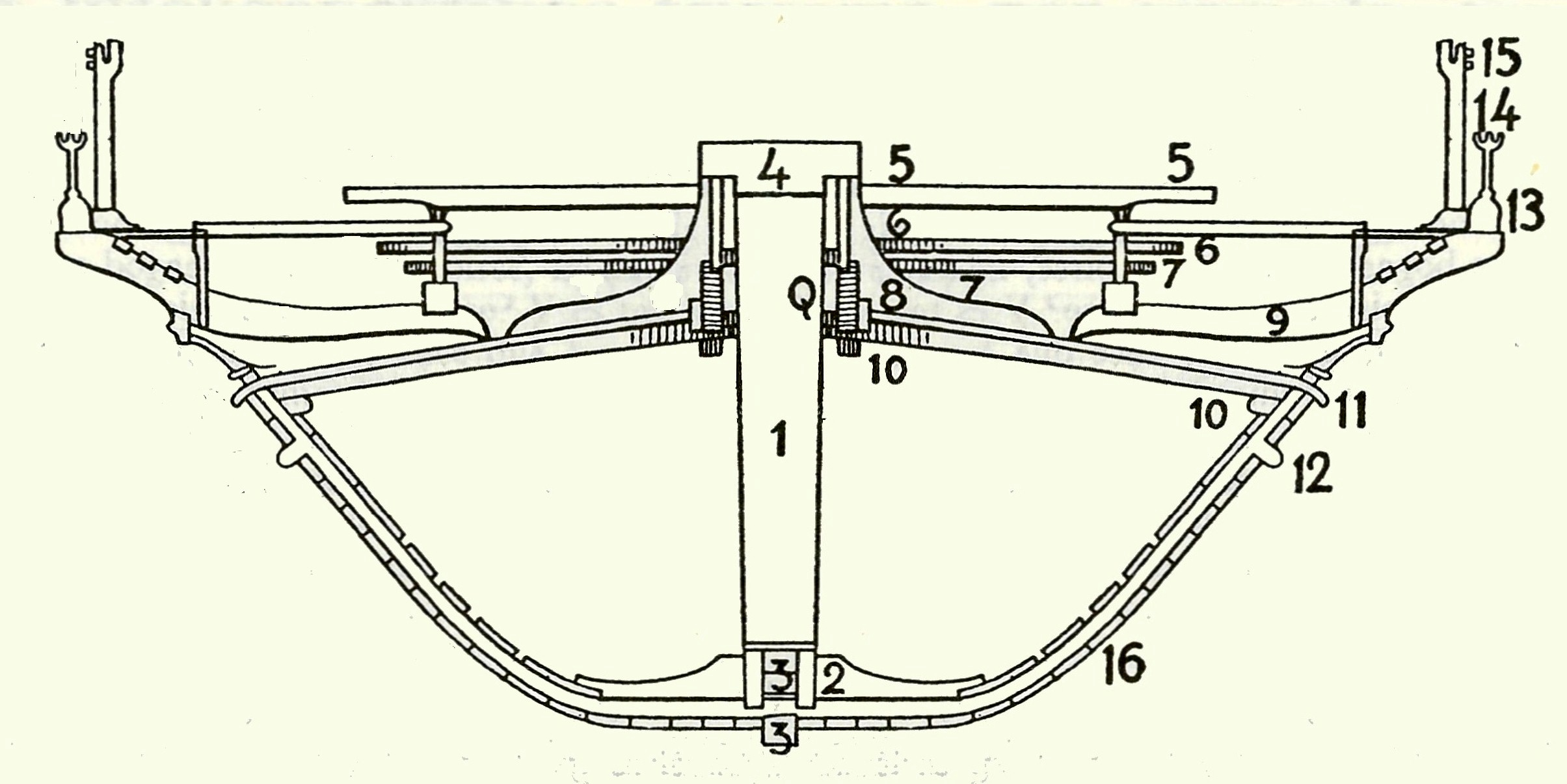
Secció a nivell de la quaderna mestra de La Reial. Noms:
1, suport de l'arbre mestre o major; 2, corba de subjecció de la carlinga de l'arbre (carlinga=paramola); 3, quilla i sobrequilla; 4, clau de l'arbre ; 5, banc o bancada; 6, travessa per engrillonar els remers; 7, banqueta per a suport dels peus dels remers; 8, corba; 9, bacallar; 10, coberta; 11, trancanell; 12, cinta; 13, postisses; 14, batallola; 15, batallola per a les pavesades; 16, folre. NOTA: La representació de la cinta no s'ajusta a la realitat. El dibuix hauria d'indicar una peça superposada al folre. La posició és correcta, aproximadament.

## Casos particulars

### Cinta senzilla

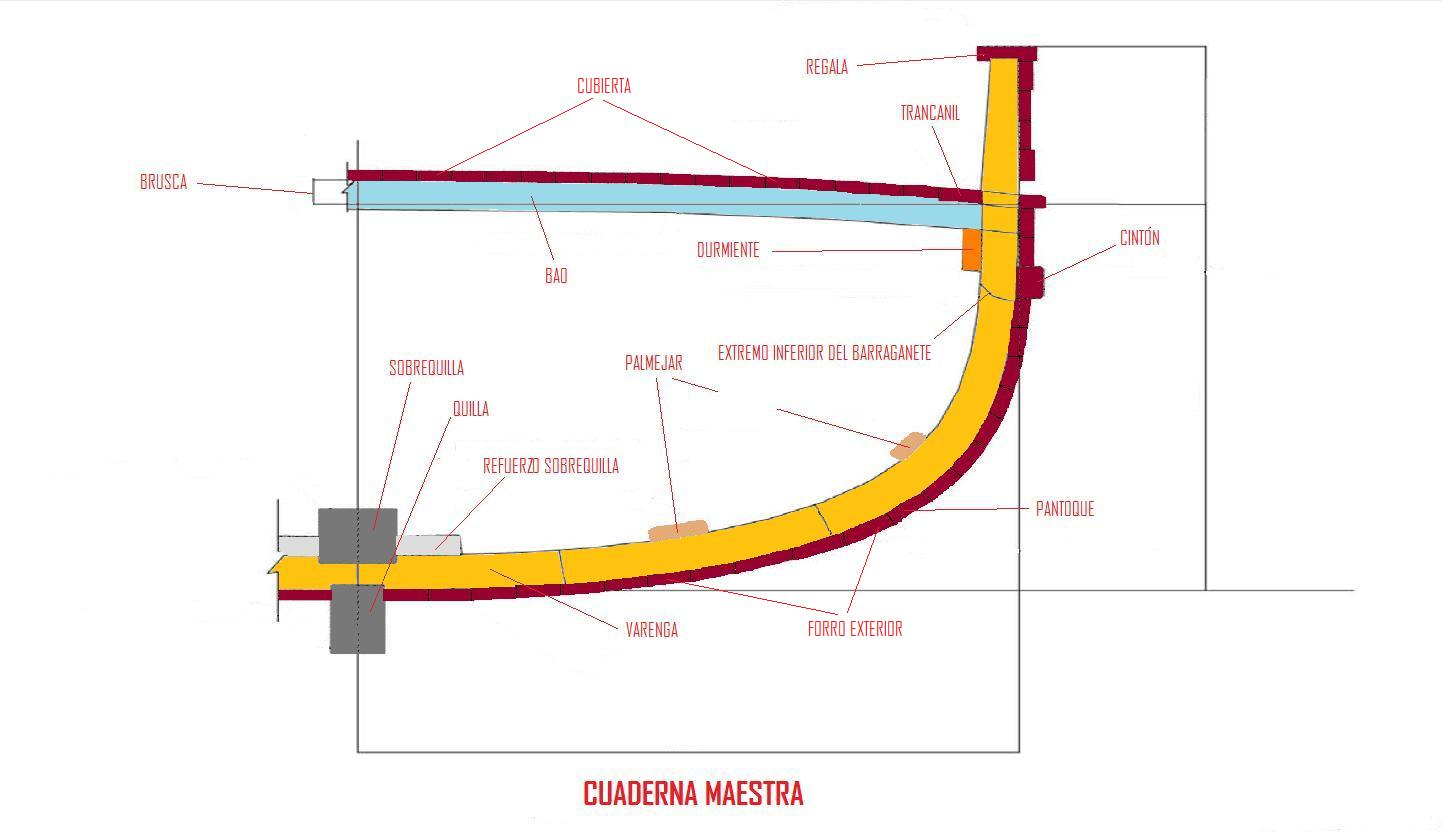
Mitja secció d'una barca mostrant la quaderna mestra. Vegeu la cinta (“cintón” en castellà) i el contoval (“durmiente” en castellà)
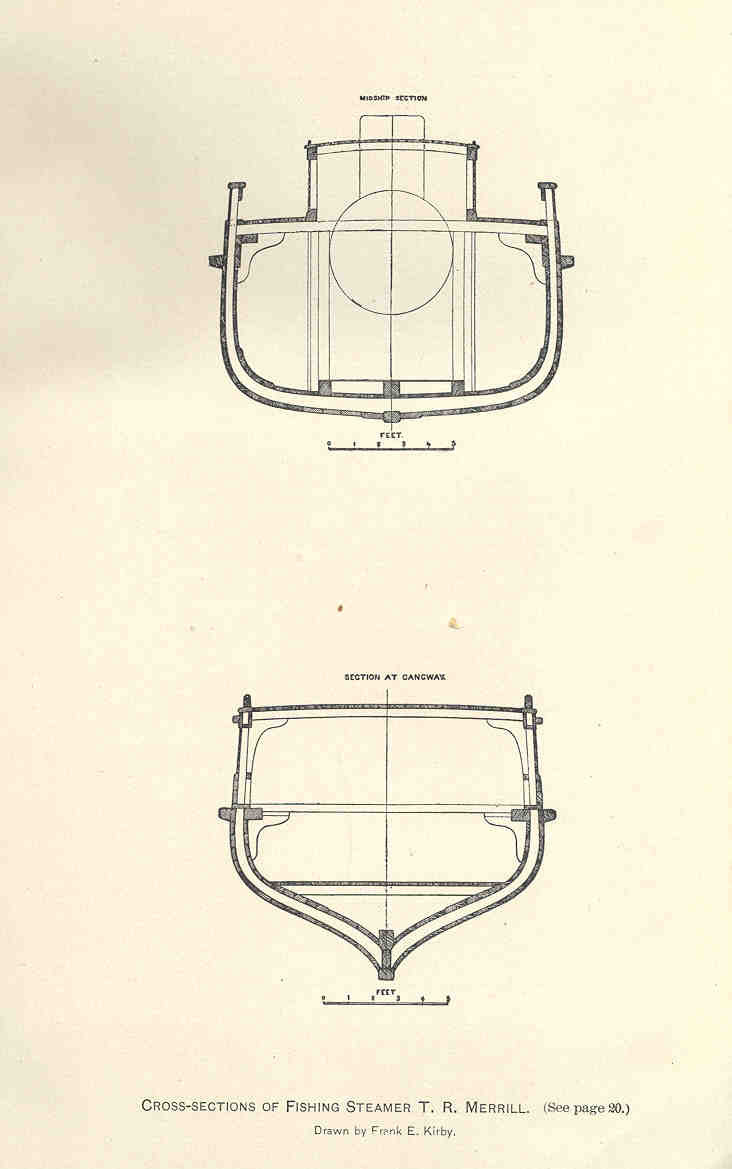
Dues seccions d'un vaixell de pesca propulsat amb vapor. La cinta destaca, sobreposada al folre.

### Cintes plurals
Segons la definició de Tomé Cano:
```

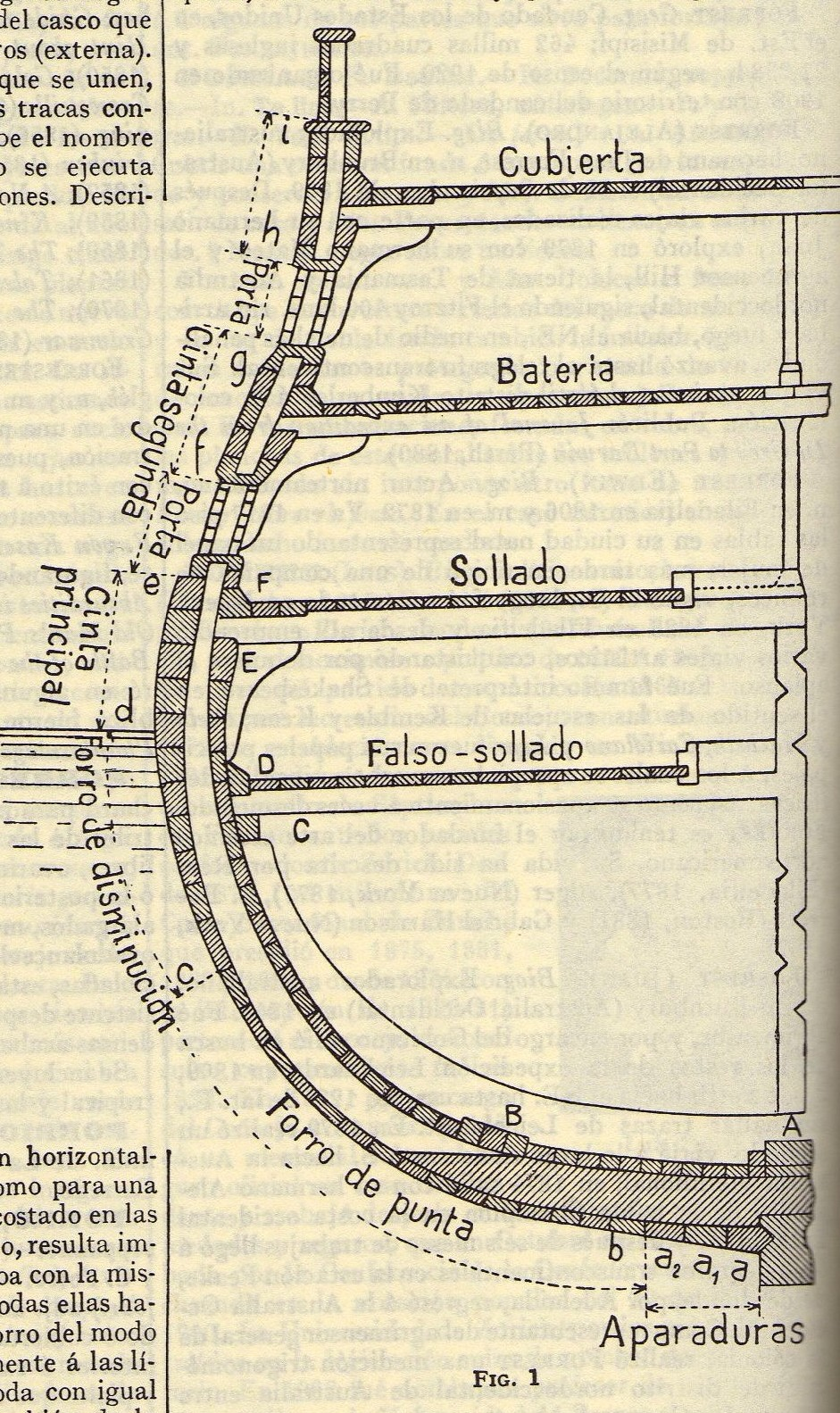
Secció d'un navili de línia. La primera cinta està formada per quatre o cinc filades més gruixudes del folre.

Cintas: son unos maderos que van por el vientre de la nao en su largo de popa a proa, a trechos en el altura de ella.
[
4
]
```

Quan hi ha més d'una cinta hi ha unes denominacions tradicionals:
- primera cinta
  - la més baixa, prop de la línia de flotació del vaixell
- cinta mestra o principal
  - a nivell de la segona coberta d'un vaixell gran
- cinta alta
  - a nivell de la part alta de les quadernes

## Documents

### Ordinacions de Barcelona, per Jaume I (1258)
- Transcripció d'Antoni de Capmany

V. Item : Ordinamus quòd aliqua barcha de viagio non carriget, nec mittat aliquas merces de vivo en sus, & si carricabit de mercibus de penso non audeat carricare nisi quousque ad mediam tabulam de contoval & quòd dominus ipsius barchae ducat ipsam barcham amarinatam & apparatum, sicut erit comprehensum inter ipsum dominum & mercatores de quibus erunt ipsae merces; & si dicti mercatores timebunt se pignorari in aliquo loco, dominus ipsius barchae non intret neque se divertat cum dicta barcha in dicto loco suspecto pignorandi sine voluntate dictorum mercatorum. Praeterea unaquaeque barcha teneatur defferre duas ballistas cum suis apparamentis, & centum tractas & duos clypeos ; & quilibet marinarius teneatur defferre unam lanceam, & unum ensem, vel penatum. Et si praedicti domini barcharum praedicta infringerint, sustineant poenam decem solidorum.
- Traducció al castellà d'Antoni de Capmany

Mandamos: que ninguna barca de viage cargue ni meta mercaderías algunas más arriba del vivo: y si cargare géneros de peso, no pueda cargar sino hasta la tabla media de cantoval y que su patrón lleve el buque marinado y aparejado, conforme á lo convenido entre él y los mercaderes cuyos fueren los generos. Y si dichos mercaderes temiesen embargo en algun lugar, el patron de la barca no entrará alli; ni se entretendrá con ella en el referido parage sospechoso de embargo, sin voluntad de dichos mercaderes. Además, cada barca deberá llevar dos ballestas con sus aparejos, cien dardos,y dos paveses, y cada marinero una lanza y una espada ó sable. Y si los dichos patrones de barcas quebrantaren
las referidas cosas, sufrirán la multa de diez sueldos.

### Estol deCarles I d'Anjouconstruït a Sicília (1275)
Segons documents conservats es detallen les dimensions i característiques constructives d'una galera provençal anomenada Roja (Rubea en llatí; Rossa en italià).
... in primis dicta galea Rubea est longitudines de palma in palmam cannarum decem et octo et palmorum sex et in chiglia est longitundines cannarum tredecim et palmorum trium. […] Latitudo de cinta in cintam in medio corporis eiusdem galee est palmorum quatuordecim et in dalfino ...

### Galeres de guarda bastides a Sevilla (c 1553)
Fragment de les "ordenanzas":
```
Que el Capitán General tuviesse cuydado en hazer enjugar las velas y xarcia de las galeras: y que los bucos estuvieses bien conservados, haziendolos dar carena y los adobos que fuessen menester, assí de la 
cinta
 arriba, como de la 
cinta
 abaxo...
[
8
]
```

### “Nautica mediterranea” de Bartolommeo Crescentio (1607)
- Fragment:

Sopra le Cente si mettono i Contovali (altri dicon Pontovali) questi non vanno dentati ; ma della grosseza ò più delle Quairate : vanno ben dentati i contra Contovali di dentro, e asserrano e consiccano nel mezzo loro le Matère, si come fanno le Quairate, e contra Quairate.
Vanno detti Contovali al luogo delle Sartie dell'Albero maestro trapanati da sette perni per banda. De quali sei tengono le catene delle Sartie di detto Albero, e altro la catena de gli Anchi. Passano detti Perni il contra Pontovali di dentro, ove si raffermano con una chiavetta per uno. (pàg. 29-30).

### Pantero Pantera
- 1641. L'armata navale, del capitan Pantero Pantera.
  - Pontuali sono trauicelli vicini alle late, nei quali si conficcano i perni, che tengono le catene delle sarte, e delle anchine, e i pontuali sono de dentro e di fuori della galea ...[10]

### "Glossaire nàutique" i "Archéologie navale" d'Augustin Jal
- Referències:[11][12]
- Resum: CINTA, CONTOVAL, bas lat., cat.anc.; CONTOVALE, ital.anc. s.m.
- Transcriu les Ordinacions de Barcelona, del rei Jaume I (1258)